# Hangup
Hangup est un film américain d'Henry Hathaway, sorti en 1974.

## Synopsis
Dans les années 1970, aux États-Unis un policier noir cherche à se venger de l’homme qui a rendu sa petite amie accro à l’héroïne.

## Fiche technique
- Titre original : Hangup
- Réalisation : Henry Hathaway
- Scénario : John B. Sherry, Lee Lazich, d'après le roman Face of Night de Bernard Brunner
- Direction artistique : Jim Halsey
- Décors : Robert R. Benton
- Costumes : Nedra Rosemond-Watt
- Photographie : Robert Hauser
- Son : Harold Lewis
- Montage : Chris Kaeselau
- Musique : Tony Camillo
- Production associée : T. W. Sewell
- Société de production : Brut Productions
- Société de distribution : Warner Bros
- Pays de production :  États-Unis
- Langue originale : anglais
- Format : couleur (Technicolor) — 35 mm — 1,85:1 —  son Mono
- Genre : action
- Durée : 94 minutes
- Date de sortie :
  - États-Unis : octobre 1974

## Distribution
- William Elliott : Ken
- Cliff Potts : Lou
- Marki Bey : Julie
- Jerry Ayres : Jerry
- Barbara Baldavin : Beverly
- Timothy Blake : Gwen
- William Bramley : Simpson
- Morris Buchanan : Dave
- Rafael Campos : Longnose
- Bob Delegall : Jennings
- Louie Elias : policier
- Duffy Hambleton : policier
- Lynn Hamilton : Mme Ramsey
- Herbert Jefferson Jr. : Ben
- Michael Lerner : Richards
- Midori : Sally
- George Murdock : Capitaine Gorney
- Simon Prescott : Morton
- David Renard : Bud
- Joe Renteria : Paul
- Danny 'Big Black' Rey : Jim Jim
- Pepe Serna : Enrique
- Wally Taylor : Sergent Becker
- Fredd Wayne : Felder
- Larry Duran : vendeur mexicain